# Sidusa
Sidusa Peckham & Peckham, 1895 è un genere di ragni appartenente alla Famiglia Salticidae.

## Distribuzione
Le 17 specie oggi note di questo genere sono diffuse nell'America centrale e meridionale; in particolare sono tutti endemismi locali tranne S. marmorea (Costa Rica e Panama) e S. recondita (Guatemala e Panamá).

## Tassonomia
A dicembre 2010, si compone di 17 specie:
- Sidusa angulitarsis Simon, 1902 — Brasile
- Sidusa carinata Kraus, 1955 — El Salvador
- Sidusa dominicana Petrunkevitch, 1914 — Dominica
- Sidusa femoralis Banks, 1909 — Costa Rica
- Sidusa gratiosa Peckham & Peckham, 1895[2] — Brasile
- Sidusa inconspicua Bryant, 1940 — Cuba
- Sidusa marmorea F. O. P.-Cambridge, 1901 — Costa Rica, Panamá
- Sidusa mona Bryant, 1947 — Porto Rico
- Sidusa nigrina F. O. P.-Cambridge, 1901 — Messico
- Sidusa olivacea F. O. P.-Cambridge, 1901 — Guatemala
- Sidusa pallida F. O. P.-Cambridge, 1901 — Guatemala
- Sidusa pavida Bryant, 1942 — Isole Vergini
- Sidusa recondita Peckham & Peckham, 1896 — Guatemala, Panamá
- Sidusa stoneri Bryant, 1923 — Antigua
- Sidusa tarsalis Banks, 1909 — Costa Rica
- Sidusa turquinensis Bryant, 1940 — Cuba
- Sidusa unica Kraus, 1955 — El Salvador

### Specie trasferite
- Sidusa albida F. O. P.-Cambridge, 1901; trasferita al genere Mexigonus Edwards, 2003[1]
- Sidusa arizonensis Banks, 1904; trasferita al genere Mexigonus Edwards, 2003[1]
- Sidusa variegata Caporiacco, 1955; trasferita al genere Simonurius Galiano, 1988[1]